# Manja Rogan
Manja Rogan (* 22. Oktober 1995 in Murska Sobota) ist eine slowenische Fußballspielerin.

## Karriere

### Verein
Rogan startete ihre Karriere in der Jugend des MNZ Murska Sobota. Nach mehreren Jahren in den Jugendteams von MNZ Murska Sobota, wechselte sie 2010 zum Stadtrivalen ŽNK Pomurje. Nach einer Saison in der C-Jugend des ŽNK Pomurje stieg Rogan in die erste Mannschaft von ŽNK Pomurje auf und gab am 29. Mai 2011 ihr Seniordebüt in der 1. SŽNL gegen ŽNK Maribor. Nachdem sie in zwei Jahren in 32 Spielen zu 12 Toren gekommen war, holte sie mit ŽNK Pomurje ihre erste SŽNL Meisterschaft. Nach der ersten Meisterschaft mit Pomurje nahm sie 2012/13 an der UEFA Women’s Champions League teil, scheiterte jedoch in der Vorrunde hinter den FC Zürich Frauen aus. In der Liga klappte es besser und sie verhalf mit 15 Toren in 19 Spielen, zur Titelverteidigung des Titel's der SZNL.

### Nationalmannschaft
Rogan ist A-Nationalspielerin von Slowenien. Sie gab ihr A-Länderspieldebüt im WM-Qualifikationsspiel, bei der 13:0-Niederlage am 26. Oktober 2013 gegen die deutsche Fußballnationalmannschaft der Frauen.